# 村松拓
村松 拓（むらまつ たく、1982年7月20日 - ）は、日本のミュージシャン。Nothing's Carved In Stone、ABSTRACT MASHでボーカル・ギターを担当している。

## 概要
ABSTRACT MASHの全楽曲の作詞を手掛けており、Nothing's Carved In Stoneにおいても大半の楽曲の作詞を担当している。2019年より弾き語りを中心としたソロ・ライブも行っており、2022年にはKeishi Tanakaの提供曲含め全5曲を収録した1stEP『遠くまで行こう』をリリースしている。

### 参加バンド
2024年現在は2つのバンドと1つのユニットに参加している。
ABSTRACT MASH
2004年に千葉県八千代市在住のメンバーによって結成されたエモ・ロック・バンド。2011年5月に活動を休止するが2018年よりライブを中心に活動を再開した。これまでに1枚のミニアルバムと2枚のフルアルバムをリリースしている。
Nothing's Carved In Stone
2009年より始動した4人組ロック・バンド。詳細は「Nothing's Carved In Stone」の項を参照。
とまとくらぶ
THE BACK HORNの山田将司と組んでいる音楽デュオ。2022年11月6日に麦の秋音楽祭に出演したことを機に結成した。

## 来歴
5歳の時に父親の転勤により現在の千葉県八千代市勝田台へ移り住む。小学生の頃は野球やサッカーに打ち込んでおり音楽とは縁の無い少年時代を過ごしていたが、小学5年生の時に両親の知り合いから譲渡される形で初めてのギター（Ariaのアコースティック・ギター）を入手する。
中学2年生の時にTHE BLUE HEARTSをキッカケに親交を深めていた友達と共にバンド（THE BLUE HEARTSのコピーバンド）を結成し、初めてのバンド活動を体験する。しかし、ピアノの発表会後に行ったライブの一回きりでバンドは自然消滅した。高校入学後は軽音部に所属しボーカリスト（時折ギター・ボーカル）として参加していたが、本人曰く「たまに顔出すぐらい」の頻度であり、音楽活動の本格化までには至らなかった。卒業後はスポーツトレーナーの専門学校に2年間通い、整形外科へ就職する。音楽とはかけ離れた分野に身を置く期間となったが、専門学生・社会人時代もコピーバンドやオリジナルのバンド（AGENT ORANGE）を組んでおり、少なからず音楽活動を行っている状況だった。2年間の社会人期間を経て、バンド結成の勧誘を受けて退職し、ABSTRACT MASHへ参加した。

## ライブ
本項ではソロ名義で出演したライブのみを取り扱う。